# Neomelambrotus namaquensis
Neomelambrotus namaquensis är en insektsart som beskrevs av Bo Tjeder 1992. Neomelambrotus namaquensis ingår i släktet Neomelambrotus och familjen fjärilsländor. Inga underarter finns listade i Catalogue of Life.